# Trikala (Regionalbezirk)
Der Regionalbezirk Trikala (griechisch Περιφερειακή Ενότητα Τρικάλων Periferiakí Enótita Trikálon, aromunisch Trikolj) ist einer der fünf Regionalbezirke der griechischen Region Thessalien mit Sitz in der Stadt Trikala. Bis zur griechischen Verwaltungsreform 2010 hatte das Gebiet den Status einer Präfektur, die ihre Kompetenzen an die Region und die neu gefassten Gemeinden verlor. Seither entsendet der Regionalbezirk Trikala acht Abgeordnete in den thessalischen Regionalrat, hat darüber hinaus jedoch keine politische Bedeutung als Gebietskörperschaft. Trikala umfasst die Gemeinden Farkadona, Meteora, Pyli und Trikala.
Zu den bedeutendsten Sehenswürdigkeiten in Trikala gehören die Meteora-Klöster in der Nähe von Kalambaka, die als Weltkulturerbe eingestuft sind.